# Extrabreit
Extrabreit est un groupe de punk rock allemand. Il est mené par le chanteur Kai Havaii. Ils ont eu le succès avec la chanson Hurra hurra die Schule brennt et un duo avec Marianne Rosenberg, Duo Infernal.

## Biographie
Le groupe est formé à la fin 1978, à l'origine dans le mouvement punk rock ; plus tard, ils adoptent le son Neue Deutsche Welle (NDW), bien qu'assez atypique pour le genre. Il s'inspire du punk rock, et leurs paroles traitent de la politique et de la société. Les membres se considèrent punks.
Le succès les atteint entre 1981 et 1983, jouant à guichet fermé, atteignant les disques d'or et de platine. Après le départ de deux de leurs membres en 1983, ils publient deux albums : Europa et LP der Woche. Après une pause créative en 1987, le groupe revient avec un album largement inspiré de The Cure. Dans les années 1990, Extrabreit commence à écrire des paroles qui critiquent encore plus significativement la société avec un brin de sarcasme (un peu dans la lignée des Dead Kennedys). Leurs nouveaux albums ne jouissent pas du succès comparés à leurs prédécesseurs. 
Après leur dernier concert au Berlet Halle Hagen - Hohenlimburg le 19 septembre 1998, le groupe joue à Bochum en 2002, puis dans toute l'Allemagne. Ils jouent aussi en 2010 avec le Philharmonic Orchestra Hagen. Dans le passé, ils ont enregistré des chansons avec Hildegard Knef, Harald Juhnke et Marianne Rosenberg. 
Extrabreit joue son 1000e concert le 27 août 2005 devant des milliers de spectateurs au Hengsteysee de Hagen.

## Discographie
- 1980 - Ihre größten Erfolge (LP/CD)
- 1981 - Welch ein Land - Was für Männer (LP/CD)
- 1982 - Rückkehr der phantastischen Fünf (LP/CD)
- 1983 - Europa (LP/CD)
- 1984 - LP der Woche (LP/CD)
- 1987 - Sex After Three Years in a Submarine (LP/CD)
- 1991 - Wer Böses denkt, soll endlich schweigen (LP/CD)
- 1993 - Hotel Monopol (CD)
- 1996 - Jeden Tag - Jede Nacht (CD)
- 1998 - Amen (CD)
- 2000 - Flieger, grüß' mir die Sonne (3CD)
- 2003 - Ihre allergrößten Erfolge (CD)
- 2003 - Unerhört (CD)
- 2005 - Frieden (CD)
- 2008 - Neues von Hiob (CD/LP)